# 初夜権

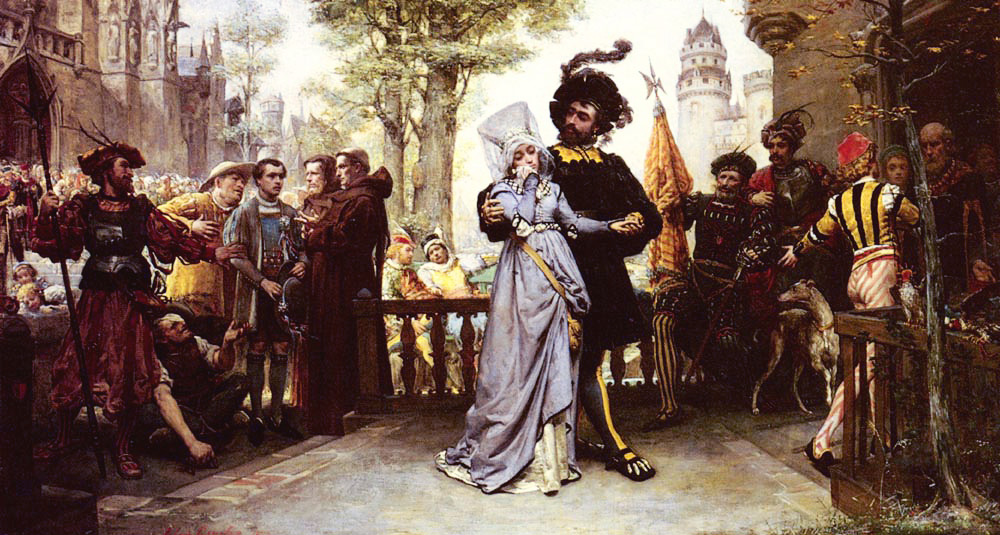
フランス出身の画家ジュール・アルセーヌ・ガルニエ（Jules Arsène Garnier、1847年 - 1889年）が1872年に発表した絵画「初夜権（Le Droit du Seigneur）」。中央に領主と新婦（妻）、左側に新郎（夫）と説得する神父、周辺に警護する家臣やそれらを見物する民衆が描かれている。ガルニエが初夜権の様子を想像して描いた絵画である。

初夜権（しょやけん）とは、主に中世のヨーロッパにおいて権力者が統治する地域の新婚夫婦の初夜に、新郎（夫）よりも先に新婦（妻）と性交（セックス）することができた権利である。

## 概要
初夜権 は、領主や酋長などの権力者、または神官や僧侶などの聖職者、あるいは長老や年長者といった世俗的人格者などが、所有する領地や統治する共同体において、婚約したばかりの男女や結婚したばかりの新婚夫婦が存在した場合、その初夜において新郎（夫）よりも先に新婦（妻）と性交することができる権利を指す。または、成人（大人）の年齢や結婚適齢期を迎えた女性と何らかの性行為を行い、その処女性を奪うことができる権利なども指す。
初夜権について記録された文献は古今東西に多く存在していて、伝聞や伝承の記録も残されている。

## 語源と類語

### ラテン語
初夜権の語源は、ラテン語の「ユス・プリマエ・ノクティス（Jus Primae Noctis）」が最初に意訳された言葉として知られる。「Jus」は「権利」、「Primae」は「最初の」、「Noctis」は「夜」である。

### フランス語
現在はフランス語の「ドゥワ・デュ・セニエル（Droit du Seigneur）」が初夜権を意訳する言葉として世界各国で知られており、直訳は「領主の権利」といった意味である。

### 英語
英語では「ゴッズ・ライト（God's right）」で「神の権利」や「ローズ・ライト（Lord's right）」で「領主の権利」などとして初夜権を意味したり、「ローズ・ファーストナイト（Lord's first night）」で「主の初夜」や「ライト・オブ・ザ・ファーストナイト（Right of the first night）」で「初夜の権利」とする場合が多い。

### 日本語
初夜権の日本における類語には、「初婚夜権（しょこんやけん）」や「処女権（しょじょけん）」などがある。また、ごく少数ではあるが「股の権利（またのけんり）」や「股権（またけん）」という隠語が使用されることがある。
なお、女性の処女喪失や処女性が失われるような性行為は、古くは「破瓜（はか）」や「破素（はそ、はす）」などと呼ばれた。また、主に四国地方の古い方言とされる「新鉢」は、「あなばち」や「あらばち」と読み、「あなばち割る」や「あなばち破り（わり）」、「はち割り」などが処女喪失の儀式を意味するなど、様々な類語が存在している。

## 時代と地域
初夜権の時代と地域は、主に中世（5世紀頃から15世紀頃）のヨーロッパで存在したとする説が多い。また、インドのヒンドゥー教や東南アジアの仏教を信仰していた民族、北極圏のエスキモーや南米のインディアンの中に存在した祈祷師（シャーマン）を頼っていた人々などにも散見されたとする説が多い。
1921年に博物学者の南方熊楠が、雑誌「太陽」（博文館）で発表した随筆「十二支（干支）考」の項目「鶏（酉）に関する伝説」では、カール・ヨセフ・リボリウス・シュミット(Karl Joseph Liborius Schmidt, 1836-1894)による1881年の著書「初婚夜権」が引用されている。この著書は、「フライブルヒ・イム・ブライスガウ（現：ドイツ連邦共和国バーデン＝ヴュルテンベルク州にあるフライブルク市、Freiburg im Breisgau）」の役所がカトリック教会と共に出版した当時の歴史調査書であるが、この中では、ヨーロッパの他にインド、アンダマン諸島（インドのベンガル湾地域）、クルディスタン（クルド人居住地域）、カンボジア（チャム族）、チャンパ（ベトナム中部沿海地域）、マラッカ（マレー半島西海岸南部）、マリアナ諸島（ミクロネシア北西部）、アフリカ、南米や北米の原住民などに散見されたとしている。
なお、初夜権を題材に取り入れた著名な物語に、フランスの作家カロン・ド・ボーマルシェが1775年に発表した「セビリアの理髪師」の続編として1784年に書き上げ、1786年にオーストリアの作曲家ヴォルフガング・アマデウス・モーツァルトがオペラ上演した戯曲「フィガロの結婚」が知られている。この「フィガロの結婚」は、新郎フィガロから新婦スザンナを強引に奪い取ろうとする浮気者のアルマヴィーヴァ伯爵が様々に邪魔をして、初夜権を復活させようと企む喜劇である。この「復活させよう」と画策している様子からは、18世紀中期のヨーロッパにおいても既に風聞や伝説として考えられていたことがうかがえる。
ドストエフスキーの『地下室の手記』（あるいは『地下生活者の手記』）において、二百人の農奴を相続した人気者の同級生が、「自分の持ち村の娘は、一人だって手付かずにしてはおかない。これは初夜権（droit de seigneur）の行使だ。抗議する農民は片端から鞭で叩きのめし、顎髭の悪党どもには全員、年貢を倍にしてやる」と自慢げに語り、友人から喝采を浴びたために、主人公に突っかかられる場面がある。ドストエフスキーの父親も、百人の農奴を持つ地主で、初夜権を乱行し、村の娘に暴行の限りを加えたために恨まれて殺されたと言われている。この小説において、突っかかっていった主人公は、正義感からではなく、喝采を浴びていたのが妬ましかったからだと書かれているが、これは、ドストエフスキー自身か彼の兄が、同じような自慢話をしたために、同級生から批判されたのを根に持って付け加えた可能性がある。

## 意義

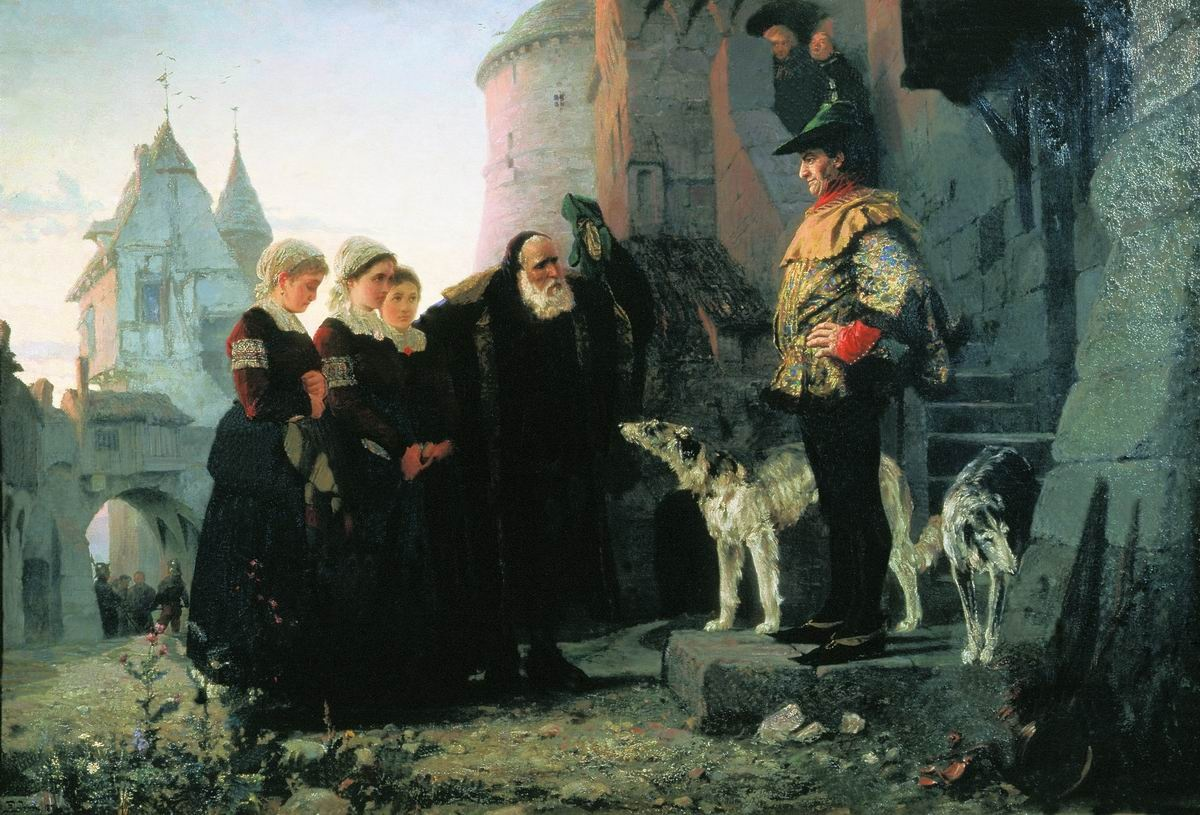
ロシアの画家ヴァシーリー・ポレーノフが1874年に発表した絵画「領主（Pravo gospodina）」。右側に領主、左側に結婚適齢期を迎えたと思しき若い女性たちとそれを紹介する長老、左側後方に衛兵とこれを見守る村人が描かれている。

初夜権の意義、または発生原因には、諸説あるものの「権力的意義」「呪術的意義」「貞操的・身体的意義」の3つに大別することができる。なお、初夜権の一般的な解説の際には、これらを組み合わせて紹介することが多い。

### 権力的意義
権力者の所有権として、処女の女性や初婚の女性が土地や年貢と同一視されていたとする説がある。または、結婚税などと称して徴収されていた税金に対する反感が、「支払うことができれば妻の処女を権力者から取り戻せる」といった風説として変化しながら初夜権になったとする説などがある。なお、これらの税金は「処女税（しょじょぜい）」や「肌着金（はだぎきん）」と呼ばれたという。また、フランス語の「Droit du Seigneur」が広く知られるようになったのは、フランス国王があらゆる所有権を持つと制定されていたものの、これを完璧に個別行使することは不可能であり、転貸として地方の領主や富裕層などへ譲渡することで代行役として認め、この中に初夜権があったとされるためである。

### 呪術的意義
処女の血を忌み嫌う風習や迷信があったため、出血の可能性がある処女喪失の際、これを回避できるのは神の代理人や悪魔払いが可能な聖職者や祈祷師（シャーマン）、または神と同等と見なされた権力者だけだったとする説がある。また、16世紀から17世紀に盛んだった迷信に魔女狩りがあり、悪魔が処女の血を好むため、同時期の初夜権には新婚夫婦が厄災に見舞われないように代行する意味が込められていたとする説などがある。なお、処女に対して重要な意味を持たせた宗教や呪術は古今東西に多く存在しており、11世紀のカトリック教会では、処女であることを見極めるために視診や触診による糾問法（きゅうもんほう、検査法）が定められていた。15世紀のフランスで「聖処女」と呼ばれたジャンヌ・ダルクも、ベッドフォード公爵とその夫人がこの糾問法に従って検査を実施している。また、地域や時代によっては、処女に死刑判決が出た場合、執行までに第三者が性交を済ませておくことで神や悪魔からの厄災を避けるような風習もあったという。後述の「初夜の忌（トビアの晩）」も参照のこと。

### 貞操的・身体的意義
性的経験が豊富な年長者などがその女性の成人（大人）への通過儀礼を担当していたことなどが初夜権に発展したとする説などがある。また、その女性の貞操よりも、子孫繁栄を維持できる体に成長しているかどうかを重視して、これを確認する儀式だったとする説も多い。

### 拒否
前述した初夜権の意義に反し、新婚夫婦が拒否する場合は様々な罰金や罰則が課されたという。事例として、1538年に発行されたスイス北部のチューリッヒ州議会の布告によると、初夜権を拒否する場合は新郎が4マルク30ペニヒ（1マルク Mark = 100ペニヒ Pfennig）の罰金を支払わなければならないと定められていた。また、ドイツ南部のバイエルン地方では、初夜権を拒否した新郎は「上衣か毛布」を、それと合わせて新婦は「自分の尻が入るサイズの大鍋」か「自分の尻と同じ重さのチーズ」を罰則として納めなければならない習わしがあった。ただし、これらがいわゆる「形骸化した儀式や儀礼（セレモニー）」であった可能性は高く、結婚税に相当する税金の徴収理由や呪術的な厄払理由として都合よく正当化されたり通俗化された方便に過ぎなかったとする説も多い。

## 真偽
古今東西で初夜権について言及した文献は多いが、風聞や又聞き、伝説や伝承を記録したものがほとんどである。1931年の「ウルトラ・モダン辞典」（一誠社）では「婚姻史の教ふ所に拠れば、初夜権は必ずしも花婿の専有でなく、或は神主、或は媒酌人その他がそれを有した時代もあったさうである」と、伝聞形式でそのまま解説として掲載している。
なお、この「婚姻史」とは、1928年に民俗学者の中山太郎が発表した著書「日本婚姻史」を指すが、この本の第一節に「初夜権の行使は団体婚の遺風（いふう、名残り）」とする章がある。中山は「（農村や漁村などの）部落の共有であった女子が共同婚（複婚や乱婚）から放たれて、一人の特定する男子の占有に帰するために科された義務」と述べているが、その書き出しには「本書の埒外（らちがい、範囲外）に出るので省略するが、私見を素直に言えば」との但し書きも加えている。
「日本婚姻史」は貴重な民族史の記録であるが、このように信憑性が検証できるような専門家による文献でさえも、「聞いたことがある」や「そうだったのではないか」程度の推測に留まるものが多く、一般的に解釈される初夜権の実在についてはほとんどの文献で真偽が断定されていない。また、風聞や又聞きであった場合は、かなり恣意的な誇張表現や拡大解釈に過ぎた記述も多く、それらの「実在した」とする説は信憑性を疑わざるを得ない。ただし、実際に時間を遡ることは不可能であり、過去の歴史文献に頼らざるを得ず、また、非常にプライベート性の高い風習であるがゆえに確認が困難であるといった要素なども多々ある。ただし、少なくとも、民俗学の基本であるフィールドワーク（現地調査）によって実際に「初夜権の行使」あるいは「同等の性行為」を「著者自身が見た」とする文献はごくまれである。
そのためか、社会学者の井上吉次郎などは、「中世初期の無法時代」などに「たまたま行われたことはあったかもしれない」が、「人非人（にんぴにん、人で無し）の貴族」または「暴力的俗王と同じ範疇の俗僧の神の名による詐術（さじゅつ、詐欺）」の範疇であり、権利と称して公式に認められるような性行為の史実はなく、「永久に西欧史上の神話かと考えられる」と、ほぼ完全に否定している。

## 日本
日本における初夜権の存在は、どの程度、新婦に強制力を持って処女を奪うという行為がなされていたか不明瞭であるためその行為の善悪について議論はほとんどされていない。ただし古代の神事や祭祀を起源としたり、後述するように地方の風習に痕跡や類似が散見できることから日本の初夜権について記述されている。それでもなお西洋で法的規範としての処女権として存在していたという事例はなく、民族的風習や宗教的儀礼として処女を捧げることが当時の規範として成立していたため多くの新婦が自発的に神に処女を捧げたと推測して処女権ではなく風習として暗に認めるべきという学術的見解が多い。
世界各国のあらゆる宗教や風習と同様に、成人（大人）になる若者を年長者が祝福し、それを村や町などの共同体の人々に紹介するような通過儀礼がごく日常的に存在していたことをあげられる。また、処女の女性、あるいは成人に達していない未婚の女性の所有権が神にあるとする考え方が存在していたため、結婚した最初の数日間は神に敬意を表する意味合いで性交を禁じる風習（後述の「初夜の忌」を参照）や、新婚夫婦に厄災が降りかからぬように第三者の男性が新婦や処女との性交を代行した事例が散見されている。
処女を神道の儀礼の一環で捧げるという行為の衰退を示す見解
神事や祭祀が仏教伝来、キリスト教伝来などの異文化の流入と繁栄により不邪淫戒の教えが根付き、神道の衰退に伴いこうした風習はなくなったという見方がある。例えば、実際に処女を奪うような性行為そのものは衰退していき、近代ではほとんど見られなくなったと推測されている。実際、現代の日本で性行為を女性の意志に反して行うことは強姦として罰せられる。また、処女を捧げる（奪う）行為を後述の実例のように神主や婿の父親、付添人で行うことにより不倫として離婚の要因となることが一般に認められていて、処女を神道の儀礼の一環で捧げるという行為は現代の法律や社会的規範と相いれないことは自明である。

### 古代
古代の神道において、神と交流できるのは、男性であれば神主、女性であれば巫女のみであった。したがって、まだ精通経験のない男性や童貞の男性、初潮経験のない女性や処女の女性は、神や共同体の所有物であり、彼らを成人の社会へ導けるのは神主や巫女のみとされた。ここから、処女や新婦の女性を臨時的に巫女と同等に見なし、神の代行役である神主や媒酌人が性交することで神の怒りや厄災を回避したとする説がある。また、こういった考え方を受け継いだ風習が近代前後まで各地に残っていたとする説も多い。
なお、前述した中山太郎の著書「日本婚姻史」では、奈良時代の「日本書紀」（允恭紀）や平安時代の「本朝文粋」（意見十二箇条）などを事例に挙げ、神主や「座長（かみのくら）が処女を要求できた」とする説を紹介しつつ、「一種の呪術として処女膜を破る儀式」などが、現代では一般的に解釈される初夜権と同一視されがちだが「似て非なるものであることを注意されたい」と述べている。
一方で、民俗学者の折口信夫は1926年に雑誌「人生創造」（人生創造社）に発表した「古代研究」の中で、少なくとも奈良時代以前の神主は初夜権と見なしてよい権利を持ち、現人神（あらひとがみ）と見なされた豪族などは「村のすべての処女を見る事の出来た風（確認することが可能だった世情）」が、近代まで残っていたと述べている。また、朝廷に従える采女（うねめ）や「巫女の資格の第一は神の妻（かみのめ）となり得るか」どうか、つまり処女であるかどうかが重視されており、たとえ常世神（とこよのかみ、神の代理役）であっても現実的に貞操を守り続けることは困難であったため、処女や新婦は一時的に「神の嫁として神に仕へて後、人の妻（ひとのめ）となる事が許される」ような儀式へと変化し、これらが「長老・君主に集中したもの」が初夜権と同等であっただろうと述べている。また、「神祭りの晩には、無制限に貞操が解放せられまして、娘は勿論、女房でも知らぬ男に会ふ事を黙認してゐる地方」などもあったため、当時の性に対する感覚や処女の立場、初夜権の発生原因などを理解しないと「古事記・日本紀、或は万葉集・風土記なんかをお読みになつても、訣らぬ処や、意義浅く看て過ぎる処が多い」とも述べている。

### 近代以前
近代以前を1900年頃よりも前として定義し、初夜権やその名残りとして記録された主な事例を北から南の地方順に挙げる。なお、文末括弧にある名前は、（中山）が民俗学者の中山太郎、（折口）が民俗学者の折口信夫による著書からの抜粋である。
陸奥国（現：東北地方の主に太平洋側）
花嫁が「自分の親族中の未婚の青年と通じてから華燭の式（かしょくのしき、結婚式）を挙げ、花婿はその後において専占」できる風習があった（中山）。
羽前国（現：山形県）
まず「媒酌する者（仲人）が花嫁となるべき者を貰い受け」て自宅へ戻り、「三晩の間は自分の側に起臥（きが、寝起き）させてから、百八個の円餅（まるもち）をつくり、それを媒酌人が背負い花嫁を同行して新婚の家に」赴いて、結婚式を挙げる風習があった（中山）。
陸前国（現：宮城県）
「おはぐろつけ」と称する風習があった。これは結婚式の前日に、近所の若い男性を対象に「新婦が目星をつけていた青年に身を任せ」るものだった。また、「青年が新婦を誘い出してもよく、また新婦の家に忍び込むのも差し支えなく、家族もこれを公然と認許（にんきょ）」し、「新郎もまた黙諾（もくだく）」していた（中山）。
陸前国（現：宮城県）
明治初年（1868年頃）まで「聟（婿）の父親が花嫁と初夜をすごす」風習があった。これは、1883年2月15日付の「郵便報知新聞（報知新聞を経て現：スポーツ報知）」に掲載されていた（藤林貞雄著「性風土記」より）。
下野国（現：栃木県）
「土地の者の記憶」によると、「媒酌人八番（なこうどはちばん）なる俚諺（りげん、諺）」の風習があった。これは、媒酌人が新婦に対して新郎よりも優先的に8回の性交ができる権利があることを意味していた（中山）。
下野国（現：栃木県）
結婚式の初夜に「お連れ様（おつれさま）という者を帯同させる」風習があった。初めての「床のべ（とこのべ、同衾）」の際、「お連れ様は無遠慮にも新夫婦と共に同じ室に枕を並べて寝るのが礼儀」であり、新婚初夜に新郎新婦が性交することはなかった。これは、中山の故郷である栃木県塩谷郡栗山郷の調査で記録されており、「山間の僻村（へきそん）で、昔は他人の顔は一年中にも数えるほどしか見られぬと言われた土地」だったため、「婚姻は概して近親同士」であることが多く、「しかも山では恋を知るのが早く、ことごとく早婚」であったという。また、中山は「娘十三嫁（ゆ）きたがる（娘も13歳になれば結婚したがる）」という風潮で、「都会であれば通学盛りの小娘が、この地では立派に母親となって」いる土地柄だったという。なお、中山はこの風習を「古くはお連れ様なる者が初夜権を行使したのを、かく合理的に通俗化した」名残りではないかと述べている（中山）。
能登国（現：石川県）
結婚式に新郎は参列せず、別の場所で最初に舅姑（きゅうこ）などの義親とだけ盃事をする風習があった。新郎と新婦が出会うのは結婚式の後である。中山は「初夜権の実行される期間に、新郎が逃避した」名残りであろうと述べている（中山）。
三河国（現：愛知県）
初夜は「おえびす様にあげる」と称して「新夫婦が合衾（ごうきん）せぬ」風習があった。中山は「蛭子神（ひるこ）の名に隠れて古代の神官が、初夜権を行使した」名残りではないかと述べている（中山）（折口）。
山城国（現：京都府）
「花嫁は近所の女達が送って新婿の家に行くが、家に着くと一応両親に挨拶して、すぐたすきをかけて勝手を出て（台所などで）手伝いする。そして夫婦の盃事もせず、その夜は合衾せぬ」風習があった。中山は「古い世相は、新婦に対して初夜権を行使される間だけ新郎が所在を隠し、またはわざと合衾を避けた」名残りではないかと述べている（中山）。
淡路国（現：兵庫県）
新郎の最も親しい友人3名が新婦を「天神様と俚称（りしょう）する鎮守の森に誘い出して交会する」風習があった。「花嫁はこの義務を果たしてからでなければ花婿」と会うことが許されず、「また花婿もこの事件が済んだ後でなければ花嫁を独占」できなかった（中山）。
琉球（現：沖縄県や琉球諸島）
結婚式が終わると「新郎はその場から友人と連れ立ち遊郭に赴き」、数日間そこで過ごす風習があった。この間、新婦は「毎日心を籠めたお料理をつくり、それを新郎の許へ持参」し、新婚生活の前に「新婦の嫉妬を矯める（ためる、慣らす）」とされた。中山は「土俗を方便的に倫理化したものであって、その真相は能登（石川県）のそれと同じく、初夜権の実行される期間に、新郎が逃避した」名残りであろうと述べている（中山）（折口）。

### 近代以降
近代以降を1900年頃よりも後と定義して、初夜権やその名残りとして記録された事例を挙げる。
福島県相馬郡八幡村
1941年の記録として、「富沢の赤田三郎の家のオツタ（という名前の女性）は、オナゴにならず床入りした（処女のまま初夜を迎えた）ので『いやだ』といって、どうしようもなかった。それでヨメゾイ（嫁添い、付添人）と聟（婿）とで床入りさせて無事にすんだことがあった。オナゴにしてもらっていないと、満足しない（新婚家庭が円満に納まらない）とよくいわれた」という（藤林貞雄著「性風土記」より）。
福島県相馬郡松川浦
1940年代後半に訪れた際に「ある年とった漁師から、かつてその人が『俺の家の娘を頼む』などといわれて、手拭一筋（1本）ぐらいを貰って、婚前の少女を破瓜したことがしばしばあったことを聞いた」という（太田三郎著「女」より）。
山梨県南巨摩郡鰍沢町
1959年の報道。結婚間近い女性が、仲人役の男から「お礼」を強要されていると甲府警察署に相談。同署では、仲人役がお礼として婚前に花嫁と関係を結んだ古い因習が残されていた特異な事案として、女性を脅した仲人役への捜査を進めるとともに、法務局人権擁護課にも通告することとしたという。

### その他
映画倫理委員会（映倫）事務局長を務めた阪田英一の回想録に、1970年に警視庁防犯部が猥雑性を指摘したピンク映画の中に「初夜権」というタイトルの作品があったと述べられている。この作品の内容や制作会社、上映認可の可否などは不明である。

## 参考：南方熊楠
あらゆる学問において博識であり、フィールドワーク（現地調査）を盛んに行った博物学者の南方熊楠は、自著の中で何度か初夜権について言及している。
その中で特筆すべきなのは、南方自身が「見たことがある」として述べた著書が存在することである。これは、1925年に発表した自伝的随筆「履歴書（矢吹義夫宛書簡）」の中の項目「僻地、熊野」で述べられており、文中の書き出しに「紀州の田辺より志摩の鳥羽辺まで」とあることから、故郷の和歌山県から三重県辺りを指す地域と考えられる。また、「二十四年前に帰朝した」時期とあることから、留学先の欧米諸国から帰国した1900年頃の出来事であったと思われる。
「割ってもらう」とは破瓜を意味し、「おりしを見」とは「折り敷き（おりしき）」と呼ばれる姿勢で「片膝立ちになってみせて」という意味である。ただし、これを以って南方自身が初夜権であると指摘しているわけではなく、当時の性交経験の年齢が現在よりも格段に低かったことなども考慮すると、くじ引きに当たった男性が犯した「十七、八の女子」が処女だったのかどうなのかは疑問も残る。実際、この記述の直後に、「十四、五に見える少女」が赤子を背負いながらに若い少年に「種臼（たねうす）切ってくだんせ」と頼む様子も見たことがあると述べている。「種」は「子種（こだね、男性器）」であり、「臼」を「女陰（にょいん、女性器）」として、仏典の事例から「悟り申した」と推測している。

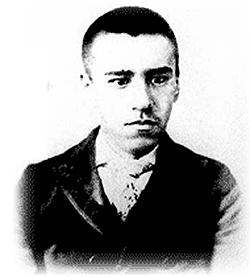
南方熊楠。1867年に和歌山県で生まれ、1886年から1900年にかけてアメリカやイギリスへ留学、1941年に故郷で没した。驚異的な記憶力と読書量で、外国語は19カ国語に通じたという。この肖像写真はアメリカ留学中に撮影されたもの。

一方、 1921年に雑誌「太陽」（博文館）で発表した随筆「十二支考」の項目「鶏に関する伝説」の中では、カール・シュミットの「初婚夜権」を手初めに様々な初夜権の事例を挙げている。
これは、南方が「読んだ」ことのある古今東西の文献から紹介されており、文中で雑多に列挙しながら「奇抜な法じゃ」や「処女権の話に夢中になってツイ失礼しました」と茶化すような記述もあって、その直後には続けて「女の立ち尿（たちいばり、立ち小便）」の歴史について脱線してしまうような破天荒な構成にもなっているため、その真偽までは不明である。以下、「鶏に関する伝説」で紹介された初夜権の事例を、大まかな地域ごとに整理して抜粋する。なお、漢数字による出典は南方自身のものである。

### インド
- インドの「西暦紀元（紀元前1世紀から1世紀）頃ヴァチヤ梵士（ぼんし、梵志、Mallanaga Vatsyayana）作『愛天経（カーマ・スートラ）』七篇二章」によると、「王者が臣民の妻娘を懐柔する方法」が説かれており、「アンドラの王は、臣民の新婦を最初に賞翫（しょうがん、賞味）する権利」があったとしている[29]。

### ヨーロッパ
- 古代ローマ時代の王侯貴族は「わが国の師直、秀吉と同じく（『塵塚物語』五、『常山紀談』細川忠興妻義死の条、山路愛山『後編豊太閤』291頁参照）、毎度臣下の妻を招きてこれを濫したというから、中には（インドの）アンドラ王同様の事を行うた」であろうとしている[30]。
- 古代ローマ時代に、「議院でシーザー（ユリウス・カエサル）に一切ローマ婦人と親しむ権力を附くべきや否やを真面目に論じた例」があるという。また、スコットランドでは「中古牛を以て処女権を償うに、女の門地（もんち、家の格式）の高下（高低）に従うて相場異なり、民（庶民）の娘は2牛、士（士族）の娘は3牛、太夫（上流階級）の娘は12牛など」であり、イングランドは異なって「民の娘のみこの恥を受けた（ブラットンの『ノート・ブック』巻26）」という[31]。
- 古代ローマ時代には、「『大英百科全書（現：ブリタニカ百科事典）』11版、15巻593頁に、紀元前398年カルタゴの耶蘇徒（やそと、キリスト教徒）に新婚の夜、かの事（初夜権）を差し控えよと制したが後には三夜まで引き伸ばした」ことがあったという。これを読んだ南方は、ヨーロッパにおいて「欧州封建時代の領主は臣下の婚礼に罰金を課したから、この二事を混じて中古処女権てふ制法が定まりいた（領主が性交を済ませなければ妻帯を認めないような法律が定着した）と信ずるに至った」という。さらに、「欧州外にもこの風行われた地多ければ、制法として定まりおらずとも、暴力これ貴んだ（あてぶんだ）中古の初め（なれそめ）、欧州にこの風行われたは疑い容れず（いれず）」と述べている。これは、「法律として存在したかどうかは別にしても、ヨーロッパにおいて暴力的な武力行為よりも品が良いであろう初夜権が、風習として定着したのは疑いようがない」という意味である[32]。
- 古代ローマ時代から「降って（くだって）中世紀に及び、諸国の王侯に処女権あり。人が新婦を迎うれば初めの一夜、また数夜、その領主に侍らしめねば（はべらしめねば、付き添われなければ）夫の手に」入らなかったという。また、スコットランドでは「11世紀に、マルコルム三世、この風（風習）を発せしが、仏国などでは股権とて17世紀まで幾分存した」という。「君主が長靴穿った（うがった）一脚を新婦の臥牀（ねどこ）に入れ、手鎗を以て疲るるまで坐り込み、君主去るまで夫が新婦の寝室に」は入れないので、「恥を免れんため税を払い、あるいは傭役（兵役）に出で、甚だしきは暴動を起し」、稀に「義経は母を何とかの唄通りで特種の返報（返礼）をした」という[33]。
- フランスの「ブリヴ邑（むら）の若侍、その領主が自分の新婦に処女権を行うに乗じて、自らまた領主の艶妻を訪い、通夜（つうや）してこれに領主の体格不似合の大男児を産ませた椿事（ちんじ、珍事）」があったという。また、この事例のように子供の親が誰なのか判別しにくくなり易いので「この弊風（へいふう、悪習）ついに亡びた（1819年版コラン・ド・ブランシーの『封建事彙』1巻173頁）」という[34]。
- フランスの「アミアンの僧正は領内の新婦にこの事（初夜権）を行うを例（慣例）としたが、新夫どもの苦情しきりなるより、15世紀の初めに廃止」したという[35]。

### 中米
- フランスのアミアンと同様の事例として、「尾佐竹猛君の来示（らいじ、手紙）に、今もメキシコで僧がこの権（初夜権）を振う所ある」という[36]。

### 中国
- 中国の「『後漢書』南蛮伝に交趾（こうし、前漢から唐時代の交趾郡）の西に人を喰らう国あり云々（うんぬん、その他に色々あって）、妻を娶って（めとって）美なる時はその兄に譲る」風習があったという[37]。

### 日本
- 日本の「明和8年（1771年）版、増舎大梁の『当世傾城気質』四」にて、「藤屋伊左衛門（ふじやいざえもん）が諸国で見た奇俗」を述べており、結婚式の「振舞膳（ふるまいぜん）の後（のち）我女房を客人と云々（うんぬん、その他に色々あった）」という。「幼き頃まで紀州の一向宗の有難屋（ありがたや、神仏を盲信する人々）」であったため、「厚く財を献じてお抱寝（だきね）と称し、門跡（神社仏閣など）の寝室近く妙齢の生娘を臥せ（がせ、ふせ、寝る）させもらい、以て光彩門戸（こうさいもんこ、最初の手習い）に生ずと大悦び」するような風習だったという[38]。
- 和歌山県にある「勝浦港では年頃に及んだ処女を老爺に托して破素（はす）してもらい」、返礼として「米や酒、あるいは桃紅色の褌（ふんどし）」を渡したという。南方の故国は和歌山県であり、これは前述した自伝的随筆「履歴書」の項目「僻地、熊野」でも述べられている[39]。
- 「藤沢（藤沢衛彦）君の『伝説』信濃（信濃国）巻に百姓の貢米（ぐまい）を責められて果す事が出来ないと、領主は百姓の家族の内より、妻なり、娘なりかまわず、貢米賃（ぐまいちん）というて連れ来って慰んだ」という[40]。

## 参考：初夜の忌
初夜の忌（しょやのい）とは、日本において結婚初夜（または数日間）、新婚夫婦の性交を禁じた風習である。処女や新婦は神の所有物であり、また、処女の血を忌み嫌う風習が存在したためである。社会学者の江守五夫は、「古事記における大国主命と沼河比売」の求婚譚、「万葉集における大津皇子と石川郎女」の贈答歌などにもその片鱗が認められ、「女が男の求婚を受け入れながらも、一夜、（新郎を）家に入れず外に待たせる」風習などが起源ではないかと述べている。
また、ヨーロッパ圏では「トビアの晩（Tobias nights）」と呼ばれる風習がドイツやスイスなどの一部地域で存在しており、やはり結婚初夜の性交を禁じる風習だったという。これは、「経外書（ラテン語のウルガータ版とギリシア語のアルドゥス・マヌティウス版から抜粋して再編した聖書）」や旧約聖書外伝（幾つかの宗派は正式な聖典と認めない）に指定されている「トビト記」などに登場する男性トビトの息子トビアに由来し、彼の娶ったサラという女性の前夫たちはいずれも結婚初夜に悪魔アスモデウスによって殺害されていたため、これを回避しようとした故事に倣っている。

## 作品
初夜権を題材にしたり、その存在について言及した作品などを挙げる。
ギルガメシュ叙事詩
紀元前の古代メソポタミア文明の叙事詩。ギルガメシュ王の権限のひとつとして「全ての民の初夜権を有した」と伝えられている。
Le Droit Du Seigneur
1762年にフランスの作家ヴォルテールが発表した戯曲「初夜権」
フィガロの結婚
1784年にフランスの作家カロン・ド・ボーマルシェが発表した戯曲。1775年の「セビリアの理髪師」と1792年の「罪ある母」と共に「フィガロ三部作」と呼ばれる。前述の「時代と地域」も参照のこと。
初夜権（Jus primae noctis）
1972年に映画監督のパスクァーレ・フェスタ・カンパニーレが指揮し、俳優のレンツォ・モンタニャーニ（Renzo Montagnani）が主演した、イタリアのコメディ映画。日本未公開。日本以外ではDVDも発売されており、イタリア語のeBay "Jus Primae Noctis 1972" などから購入できる。
哀しみのベラドンナ
1973年に山本暎一が監督したアニメーション映画。舞台は中世のフランスで、貧しい農夫が領主に貢物を納められなかったために、妻の処女を奪われる。
1984年（Nineteen Eighty-Four）
1949年にイギリスの作家ジョージ・オーウェルが発表した小説。ディストピア（悪夢的未来像）として、特権階級となった資本家が初夜権を持つとされる。
ブレイブハート
1995年に俳優メル・ギブソンが監督・主演したハリウッド映画。舞台は13世紀末頃から14世紀初頭のスコットランドで、当時のエドワード1世を領主としたイングランド人による横暴な権限として初夜権が描かれた。作中、結婚を誓った男女を祝うスコットランドの人々の前にイングランドの騎兵隊が突然現われ、初夜権の存在を告知。反目しつつも従う人々を横目に騎兵隊が女を連れ去るというシーンがある。ただし、史実ではエドワード1世が初夜権を行使した記録は存在しない。